# BareMetal OS
BareMetal OS es un sistema operativo de 64 bits para la plataforma x86-64, de fuente abierta, escrito en ensamblador, y creado por Return Infinity para lograr computación de alto rendimiento con un tamaño mínimo. Es un ejemplo actual de un sistema operativo que no está basado en C, C++, o kernels tipo Unix.
BareMetal OS está dirigido a computación de alto rendimiento, aplicaciones embebidas, y propósitos educativos en programación x86-64 en lenguaje ensamblador. Tiene un tamaño de 16384 bytes, es monotarea, multiprocesador, admitiendo hasta 128 procesadores x86-64, no tiene interfaz gráfica (GUI), y está escrito con la simplicidad como un objetivo principal. La versión actual al 23 de febrero de 2012 es la 0.5.3.